# Shang Di
Shang Di (上帝, Shàngdì eller Shàng-Dì, ungefär "Allsmäktig Härskare", av 上, shàng, "först", "förnämst", "främst", "högst", "överst", "primordial", "ursprunglig", och 帝, dì, "härskare", "gud"), även enkelt kallad Di (帝, Dì, "Härskaren", "Gud"), senare känd som Tian (天, Tiān, "Himmelen", "Gud") var en preexistent himmelsgud i kinesisk mytologi.
Under Shāng-dynastin var Shàng Dì den högste guden som man inte kunde vända sig till direkt, utan åkallade genom förmedling av anfäder.